# 興津町 (千葉県)
興津町（おきつまち）は、1921年（大正10年）1月1日から1955年（昭和30年）2月11日まで存在した千葉県夷隅郡の町。
現在の千葉県勝浦市南西部。町制施行の前は清海村（きよみむら）といった。

## 地理
- 現在の勝浦市の西部沿岸部に位置する。
- 房総丘陵に位置し、町域のほとんどは山がちな地形である。
- 太平洋に面している。

## 歴史

### 先史・古代
縄文時代から弥生時代にかけての遺跡がいくつか発見されているが、活動は低調だったようである。守谷湾東岸に「こうもり穴」と呼ばれる海食洞穴があり、1920年代に東京帝国大学の山崎直方・江上波夫らによる発掘調査が行われている。古墳はこれまで全く発見されていないが、この近辺は畿内政権との結びつきが強いことが文献上確認されており、古墳のかわりに海食洞穴や横穴が用いられたものと考えられている。律令期には安房国長狭郡の東端に位置しており、和名抄にも置津郷として記されている。史料および当地や奈良の遺跡遺物から、海人らによる漁労が行われ朝廷へ大量のアワビを納めていたことが覗える。

### 中世
鎌倉時代になると土豪の佐久間氏の勢力下に入り興津城が築かれた。妙覚寺は興津城主佐久間重貞が日蓮に帰依して開いたという。戦国時代には真里谷武田氏、ついで安房正木氏の根拠地のひとつとなっていた。その後里見義頼が興津城を攻め落とし、里見氏の支配下に入る。後北条氏滅亡後、上総一円は徳川家康の領国となり、興津は大多喜城に配された本多忠勝の支配地となった。

### 近世
江戸時代初期の興津は大多喜藩の領地となり、本多氏のあと阿部氏に引き継がれた。元禄期以降は守谷・興津・浜行川・大沢の4村（興津四ヶ浦）は天領ないし清水領となり興津組という組合村に組織されたが、鵜原村は岩槻藩支配となり勝浦町とのつながりが強かった。東廻り航路の寄港地となり、仙台藩・南部藩・米沢藩・津軽藩などの交易船が寄港して栄えた。なかでも仙台藩は奥津陣屋を設けて諸事務にあたらせていた。

### 近代
宮谷県・木更津県を経て千葉県へ編入される。1905年（明治38年）11月24日、興津の集落半数以上を消失する大火事が起きる。漁業を中心に副業として農業を営む産業構造であったが、守谷の森矗昶はヨード製造から森コンツェルンを立ち上げた。

### 沿革
- 1872年（明治5年）5月 - 守谷、興津、浜行川、大沢、台宿、上植野、名木、宮田、下植野の9村が木更津県第27区1画となる[1]。
- 1873年（明治6年）7月15日 - 千葉県の成立に伴い、大沢村、浜行川村、興津村、守谷村、鵜原村ほか計42村が第6大区1小区となる[1]。
- 1876年（明治9年）3月 - 小区編成替えにより大沢村、浜行川村、興津村、守谷村、鵜原村の5村が第6大区1小区となる[1]。
- 1878年（明治11年）11月 - 郡区町村編制法の下、大沢・浜行川および守谷・鵜原が連合村、興津は独立村となる[1]。
- 1884年（明治17年） - 大沢・浜行川および興津・守谷・鵜原が連合村となる。
- 1889年（明治22年）4月1日 - 町村制施行にともない、大沢村、浜行川村（台宿村への飛地を除く）、興津村、守谷村（植野村への飛地を除く）、鵜原村（植野村・松部村への飛地を除く）、台宿村飛地・植野村飛地が合併し、夷隅郡清海村となる。新村名は5村がいずれも漁村であり清海に面していることに由来している[2][3]。
- 1921年（大正10年）1月1日 - 町制施行。夷隅郡興津町となる。
- 1955年（昭和30年）2月11日 - 興津町は勝浦町、上野村、総野村と合併して、夷隅郡勝浦町となる。興津町は消滅。

変遷表
| 1868年 以前 | 1868年 以前 | 明治22年 4月1日 | 大正10年 1月1日   | 昭和30年 2月11日 | 昭和33年 10月1日 | 現在   |
| ----------- | ----------- | --------------- | ----------------- | ---------------- | ---------------- | ------ |
|             | 大沢村      | 清海村          | 興津町に 町制改称 | 勝浦町           | 市制             | 勝浦市 |
|             | 浜行川村    | 清海村          | 興津町に 町制改称 | 勝浦町           | 市制             | 勝浦市 |
|             | 興津村      | 清海村          | 興津町に 町制改称 | 勝浦町           | 市制             | 勝浦市 |
|             | 守谷村      | 清海村          | 興津町に 町制改称 | 勝浦町           | 市制             | 勝浦市 |
|             | 鵜原村      | 清海村          | 興津町に 町制改称 | 勝浦町           | 市制             | 勝浦市 |

## 人口
総数 [単位： 人]
| 1891年（明治22年） | 5,297 |
| 1915年（大正4年）  | 5,710 |
| 1920年（大正9年）  | 4,924 |
| 1925年（大正14年） | 5,386 |
| 1930年（昭和5年）  | 5,124 |
| 1935年（昭和10年） | 5,502 |
| 1940年（昭和15年） | 5,256 |
| 1947年（昭和22年） | 8,170 |
| 1950年（昭和25年） | 7,040 |

## 教育
- 興津町立興津小学校
明治7年興津小学校として開校、明治22年清海村発足に伴い清海尋常小学校と改名、明治29年尋常高等小学校となる。大正6年清海実業補習学校を併設。昭和16年に国民学校となり、昭和22年に尋常科を興津町立興津小学校とした。
- 守谷小学校
明治7年守谷小学校として開校。明治22年にいったん清海尋常小学校に合併するが、明治25年に分校として再設置され、明治29年に守谷尋常小学校となる。明治40年清海東尋常小学校へ合併。
- 興津町立東小学校
明治7年鵜原小学校が守谷小学校の分校として開校。明治25年鵜原尋常小学校となる。明治40年清海東尋常小学校と改名。昭和16年に国民学校となり、昭和22年に興津町立東小学校となった。勝浦市発足後に昭和34年清海小学校と改名。平成28年廃校。
- 興津町立西小学校
明治8年に浜行川小学校として開校。明治15年興津小学校の分校となり、明治40年清海西尋常小学校と改名。昭和16年に国民学校となり、昭和22年に興津町立西小学校となった。勝浦市発足後に昭和34年行川小学校と改名、平成21年廃校。
- 大沢小学校
明治8年に大沢小学校として開校。明治15年興津小学校の分校となり、明治19年に浜行川分校へ合併。
- 興津町立興津中学校
興津国民学校の高等科を前身とし、昭和22年に開校。平成29年廃校。

## 交通

### 鉄道
- 日本国有鉄道（ → 東日本旅客鉄道）
  - ■房総東線（ → 外房線）
    - 鵜原駅 - 上総興津駅 （- 行川アイランド駅）

### 道路
- 二級国道
  - 国道128号

## 観光地など
鵜原理想郷
大木遠吉鉄道大臣の秘書をしていた後藤杉久が、大木大臣の後援を得て鵜原理想郷土地株式会社を設立、別荘地として開発・分譲した。大臣経験者が多く購入したため大臣村ともよばれたが、関東大震災と昭和恐慌の影響で開発計画は途中で中止となった。
守谷海水浴場（守谷海岸）
本州でも屈指の透明度を誇る遠浅の海水浴場で、湾内には渡島（わたしま）が浮かぶ。また「快水浴場百選」「日本の渚百選」にも選ばれており、近年ではひと夏に14万人近くの観光客が来場する。1992年（平成4年）11月8日には明仁天皇、美智子皇后（いずれも当時）夫妻を迎えて「第12回全国豊かな海づくり大会」も行われ、海岸近くの駐車場脇には記念像も建てられている。
興津海水浴場
房総東線の開通後、外房では一、二を争う海水浴場として発展する。
おせんころがし
浜行川地区の西、大沢地区との境にあたる海に面した崖上に「孝女おせんの碑」が建っている。

## 著名な出身者
- 安西直一 ‐ 興津村村長経験者[4]
- 安西浩
- 安西正夫
- 安西邦夫
- 森矗昶
- 岩瀬亮 (政治家)